# Jewgienij Czaruszyn
Jewgienij Iwanowicz Czaruszyn (ros. Евге́ний Ива́нович Чару́шин; ur. 29 października 1901 w Kirowie, zm. 18 lutego 1965 w Leningradzie) – radziecki grafik i pisarz. Autor książek dla dzieci o tematyce przyrodniczej. Pochowany na Cmentarzu Bogosłowskim.

## Książki
- Dzieci leśne
- Jak radzą sobie zwierzęta
- Moja pierwsza Zoologia
- Tiupik, Tomek i sroka

Źródło: